# Korot Haitim
Korot Haitim (hebräisch  קורות העתים) war die zweitälteste jiddische Zeitung weltweit.
Sie erschien in Iași im Fürstentum Rumänien von 1855 bis 1871 zweimal wöchentlich, mit einigen kleineren Unterbrechungen.
Sie berichtete wahrscheinlich über Neuigkeiten aus der jüdischen und nichtjüdischen Welt der Umgebung und aus entfernteren Regionen.
Es sind keine Ausgaben in Bibliotheken oder antiquarisch feststellbar.
Der hebräische Titel Qôrot ha-'ittim bedeutet Chronik der Zeiten.
(Die älteste bekannte jiddische Zeitung war der Kurant in Amsterdam (1686–1688), die drittälteste war Kol Mevasser in Odessa.)